# Gaston Gradis
Pour les autres membres de la famille, voir Famille Gradis.
Gaston Gradis, né à Paris le 7 mai 1889 et mort à Rabat le 15 janvier 1968, est un militaire, homme d'affaires et explorateur français.

## Biographie

### Ses débuts

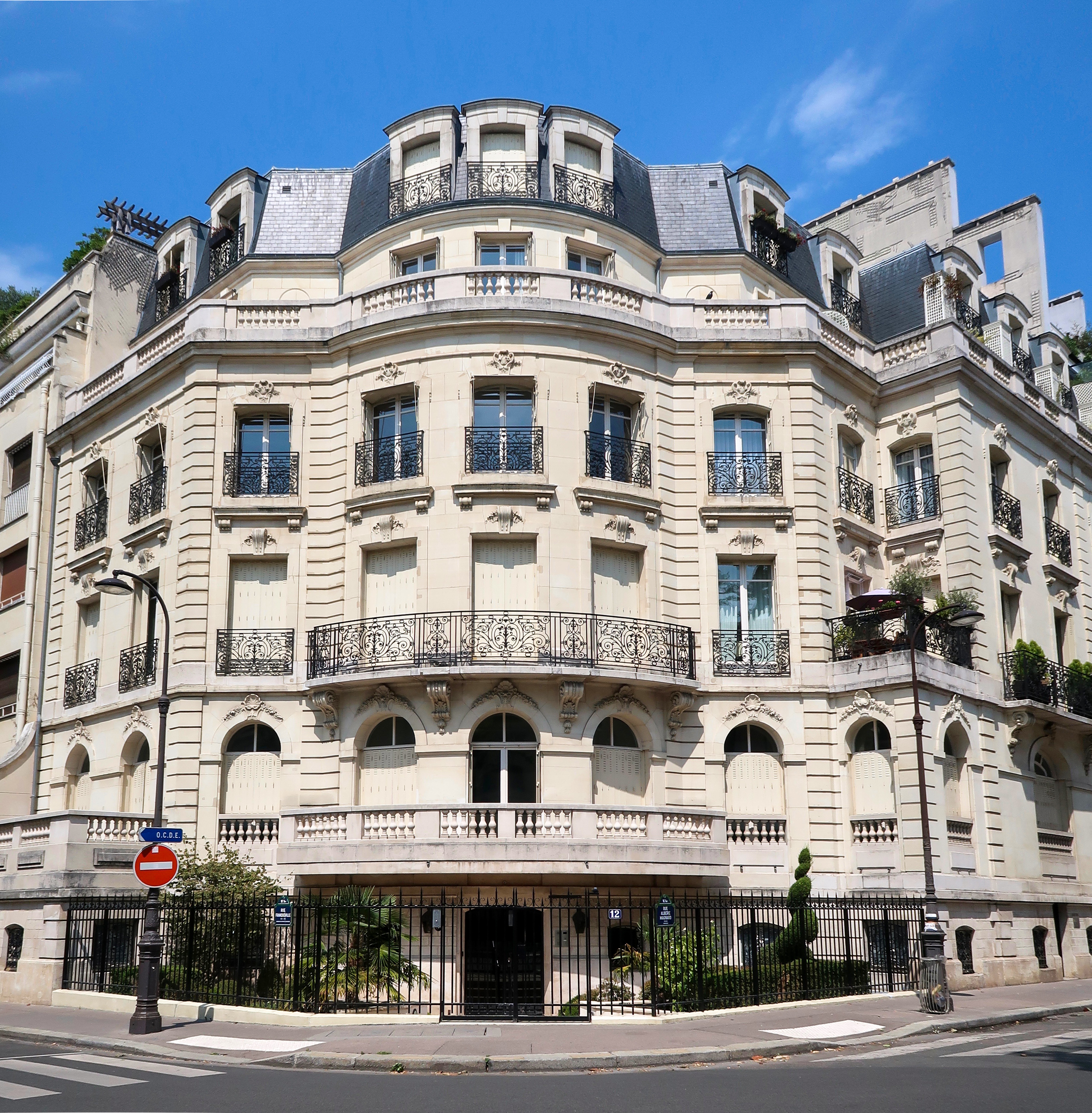
No 12, rue Albéric-Magnard, Paris 16e : hôtel particulier de Gaston Gradis entre 1920 et 1935.

Membre d'une dynastie financière, Gaston Gradis est le fils de Raoul Gradis et de Suzanne Fould (1868-1901), le neveu de Georges Schwob d'Héricourt et cousin germain de la baronne Germaine de Rothschild. Il suit ses études au lycée Janson-de-Sailly, puis au lycée Louis-le-Grand et sort avec un diplôme d'ingénieur de l'École polytechnique en 1910.
Il se convertit au catholicisme en 1905, suivant l'exemple de sa mère qui s'est convertie en 1897.
Le 26 juin 1918, en l'église Saint-Honoré-d'Eylau, il épouse Georgette Deutsch de la Meurthe (1895-1987), une des plus grandes fortunes de France, fille de Henry Deutsch de la Meurthe (premier raffineur de pétrole en France d'abord à Nantes puis à Saint-Loubès : Pétroles Jupiter, devenu Shell France) et de Marguerite Raba, et sœur de Suzanne Deutsch de La Meurthe et de Mme Arthur Weisweiller. Ils auront deux filles, Arlette (Mme Mantoux, puis Mme Pinchas Borenstein) et Lysiane (baronne Oberkampf), et un fils Henri. Son fils, qui reprendra la suite des affaires familiales, épousera Bernadette Servan-Schreiber (sœur de JJSS).
Divorcé, il épouse en secondes noces, en 1935, Antoinette Koechlin-Schwartz (1898-1975), fille du général Jean-Léonard Koechlin et veuve d'Édouard Durand-Dassier, et petite-fille d'Alfred Koechlin-Schwartz et de Théodore Villard.

### Carrière militaire

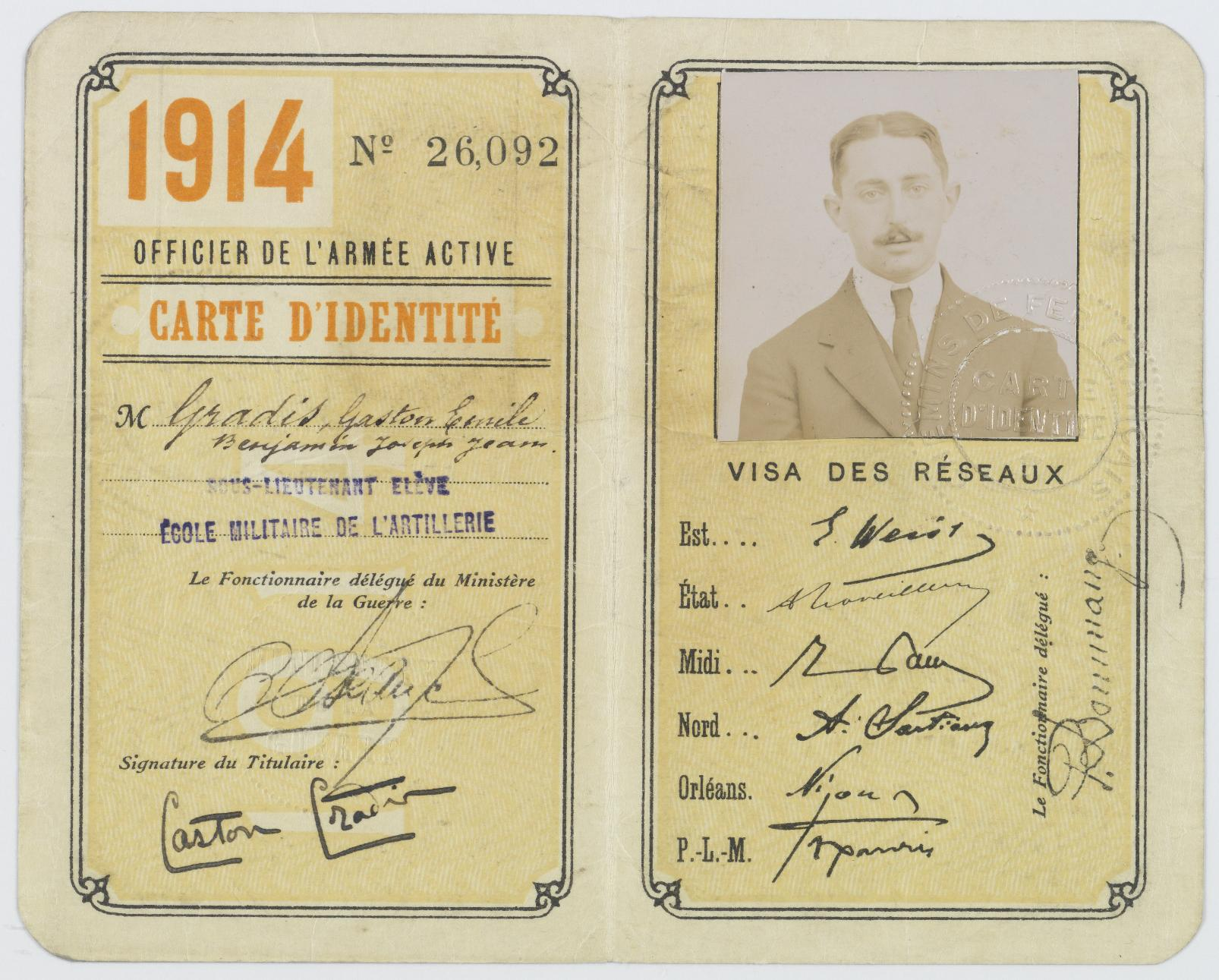
Carte d’identité d’officier de l’armée d’active du sous-lieutenant Gaston Gradis, élève de l’école militaire de l’artillerie. 1914. Archives nationales de France.

Engagé volontaire en 1910, il intègre l'École militaire d'Artillerie et passe lieutenant en 1914, puis capitaine d'artillerie en 1917. Participant à la guerre, il est fait chevalier de la Légion d'honneur (1925) et reçoit la croix de guerre 1914-1918 (cinq citations, dont deux à l'ordre de l'armée).
Il démissionne de l'armée en 1922, mais se trouve rapidement mobilisé. Il reçoit la Médaille coloniale (agrafe « Sahara ») en 1925.
Il est membre de la commission consultative des fabrications de guerre à la mobilisation de 1922 à 1925.

### La traversée du Sahara
Il dirige du 15 au 24 novembre 1924 l'expédition de la première traversée en voiture du Sahara du nord au sud (deuxième mission Gradis), à laquelle prirent part notamment Henri de Kérillis, le maréchal Louis Franchet d'Espèrey, le commandant Ihler, ainsi que René et Georges Estienne (les fils du général Estienne).
Pour cet exploit, il reçoit en 1925 la médaille d'or du prix Duveyrier, remise par la Société de géographie. Il est également admis la même année comme membre d'honneur de la Société de géographie de Marseille.

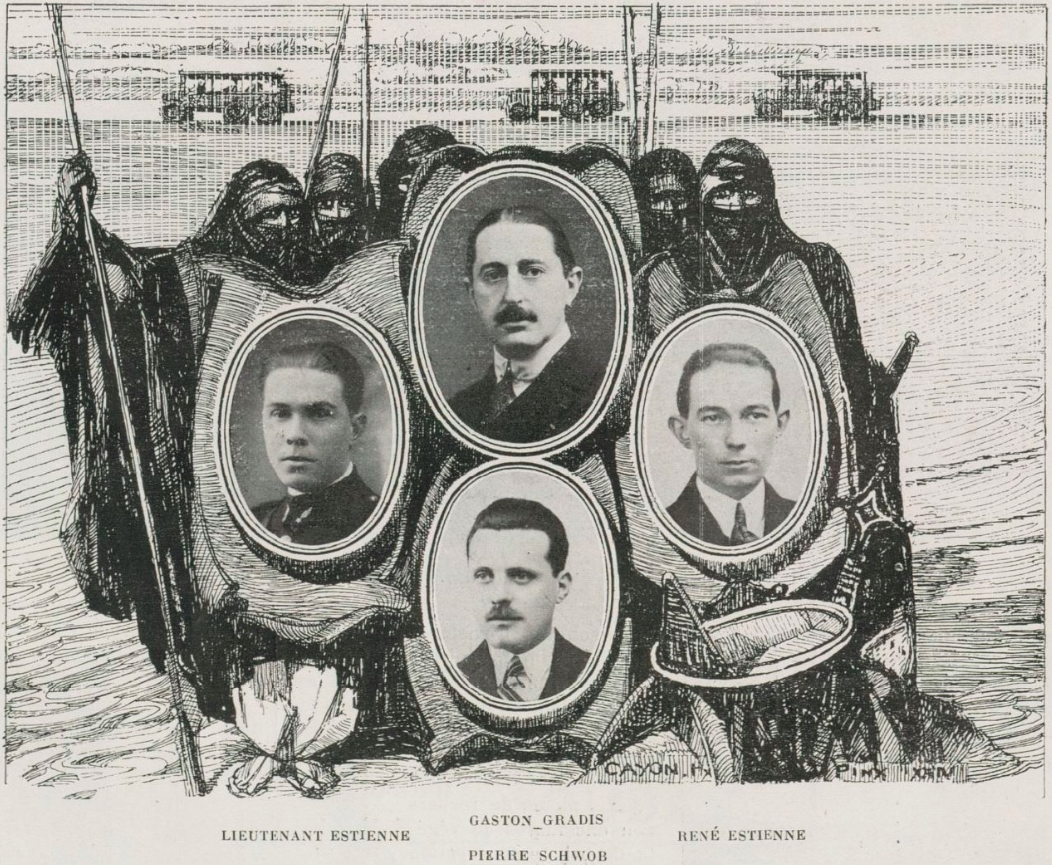
Mission Gradis.
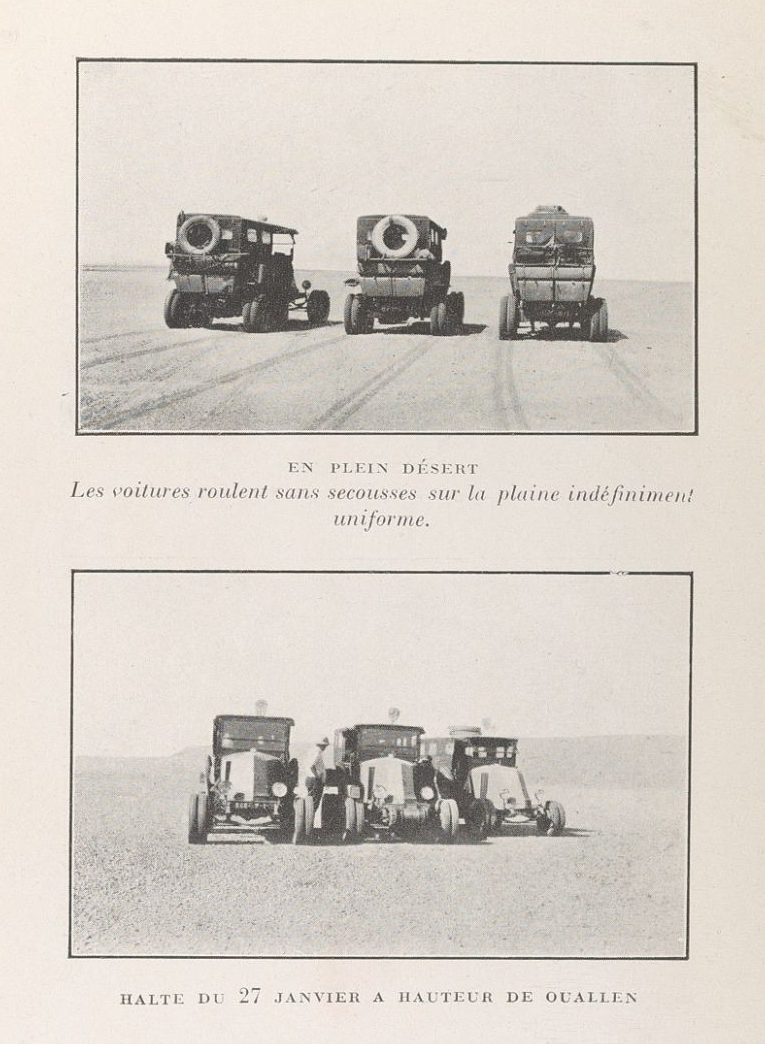
Mission Gradis.
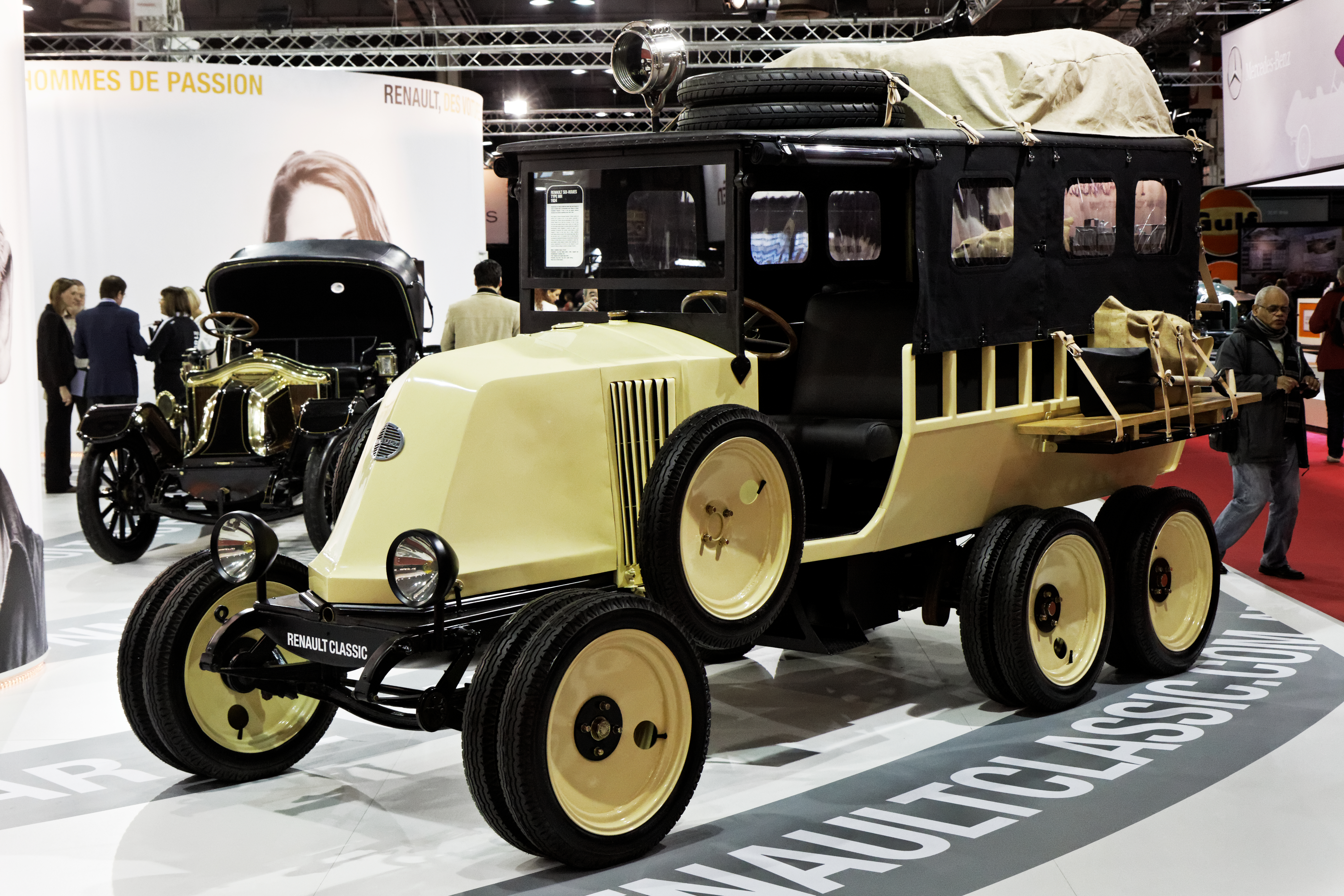
Une Renault 2x6 roues MH 10CV de 1924.

### L'homme d'affaires
Répondant au souhait de son ami, le maréchal Lyautey de développer le Maroc, Gaston Gradis qui résidait, vécut et mourut au Maroc, créa de nombreuses entreprises : la Compagnie générale transsaharienne en 1923, les conserveries Nora à Meknès, la culture de roses pour essences de parfum, des cultures d'agrumes, citrons et oranges, pour leur pulpe destinée aux boissons gazeuses Pschitt, etc.
Il devient président de la société Nieuport-Astra, de la Compagnie générale transaérienne, de la Compagnie générale transsaharienne, des Brasseries du Maroc (1921), du  Comptoir français du Maroc (1920), de la Société chérifienne de participation (Sochépar).
Vice-président du Lloyd marocain d'assurances et de la Société des brasseries de la Côte d'Ivoire (BRACODI), il est également membre du conseil d'administration de la Société française pour le commerce avec l'Outre-mer (SFCO), de Maurel et Prom, du Crédit marocain, de la Société des brasseries de l'Ouest africain (SOBOA), de la Banque de l'Afrique occidentale, de la Compagnie aérienne française, de la Société de culture de Diakandapé (SACD), Soudan ; culture du sisal, des Brasseries du Nord marocain, etc.

### Au Maroc
Fixé à Rabat (Maroc), il y séjourne une partie de l'année et revient en Gironde où il exploite les vignobles du domaine familial de Margarance à Saint-Louis-de-Montferrand.
Durant la Seconde Guerre mondiale (1939-1945), après la défaite de la France en 1940, les lois de Vichy, confisquent les entreprises détenues par les juifs. Gaston Gradis, en raison des services exceptionnels rendus à la France, est un des chefs d’entreprises exemptés de cette mesure (parmi eux, Raymond Berr - qui sera tout de même déporté et mourra en camp de concentration avec sa femme et sa fille -, Pierre Lyon). Pour autant, Gaston Gradis, mobilisé en 1939 comme officier au Maroc, ne rentrera pas en France durant l'occupation allemande,.
Il meurt à Rabat le 15 janvier 1968 et repose dans le caveau familial du cimetière de Lormont.

## Distinctions
- Officier de la Légion d'honneur
- Croix de guerre 1914-1918
- Médaille coloniale
- Ordre du Mérite agricole
- Officier de l'ordre de l'Étoile noire du Bénin
- Officier de l'ordre du Cambodge
- Commandeur de l'ordre du Ouissam alaouite chérifien
- Chevalier de l'ordre royal de l'Étoile polaire

## Publications
- « À la recherche du grand axe : contribution aux études transsahariennes, avec quarante-deux photographies et cinq cartes », Plon-Nourrit et Cie, 1924
- « Les Ballons dirigeables », R. Hermieu, 1923

## Pour approfondir